# ابراهیم کامل
ابراهیم کامل (عربی: إبراهيم كامل الونداوي؛ زادهٔ ۹ سپتامبر ۱۹۸۸) بازیکن فوتبال اهل عراق است.
از باشگاه‌هایی که در آن بازی کرده‌است می‌توان به باشگاه فوتبال نیروی هوایی، باشگاه فوتبال النصر امارات، باشگاه ورزشی الطلبه، و باشگاه فوتبال النفط اشاره کرد.
وی همچنین در تیم ملی فوتبال عراق بازی کرده‌است.